# Масерија Салесијани (Таранто)
Масерија Салесијани (итал. Masseria Salesiani) је насеље у Италији у округу Таранто, региону Апулија.
Према процени из 2011. у насељу је живело 297 становника. Насеље се налази на надморској висини од 69 м.